# Danièle Irazu
Pas d'image ? Cliquez ici

a Compétitions nationales et continentales officielles uniquement.

b Matchs officiels uniquement.
Danièle Irazu, née le 12 décembre 1974, est une joueuse internationale française de rugby à XV évoluant au poste de pilier.

## Biographie
Danièle Irazu commence la pratique du rugby au Stade hendayais en 1992.
Elle rejoint ensuite les Pachys d'Herm, avec qui elle est sacrée à quatre reprises championne de France (1997, 1998, 2001, 2003).
Elle joue ensuite avec l'Ovalie caennaise, club où elle est arrivée à l'orée de la saison 2005-2006.
Elle fait partie de l'équipe de France féminine de rugby à XV disputant notamment la Coupe du monde féminine de rugby à XV 2006.
Elle est comptable dans sa région d'origine jusqu'en 2004, mais gère désormais sa carrière sportive grâce à un emploi d'athlète de haut-niveau à la SNCF où elle y a intégré depuis mars 2007 le groupe projet « Coupe du monde » à la Direction de la Communication, puisque la SNCF est partenaire de 1er rang de la Rugby World Cup 2007. 
Elle est chargée d'une mission pour encourager les vocations en mêlée.
De 2008 à 2016, elle est membre du comité directeur de la Fédération française de rugby. En 2017, elle est manager de l'équipe de France des moins de 20 ans féminine. Elle est remplacée par Hélène Ezanno en 2018.
Le 9 décembre 2017, elle est élue au comité directeur de la Ligue régionale Nouvelle-Aquitaine de rugby au sein de liste menée par Michel Macary et soutenue par le président de la fédération française de rugby Bernard Laporte. Elle n'est pas candidat à un nouveau mandat en 2020.
Candidate lors de l'élection partielle de mai 2023 pour renouveler 12 membres du comité directeur de la Fédération française de rugby, en soutien de l'équipe en place, elle arrive en 15e position et n'est donc pas élue. En 2024, elle est de nouveau candidate pour intégrer le comité sur la liste menée par Didier Codorniou. La liste réunit seulement 32,78 % des voix, et Danièle Irazu n'est pas élue au sein du comité d'orientation politique, nouvel organe de direction de la FFR.

## Palmarès
(Au 18.03.2007)
- Sélectionnée en équipe de France à 76 reprises, de 1995 à 2007
- Vainqueure du Tournoi des Six Nations féminin en 2002, 2004 et 2005 (trois grands chelems)
- Participation au Tournoi des Six Nations féminin 1999, 2000, 2001, 2002, 2003, 2004, 2005, 2006 et 2007.
- Championne d'Europe en 1996, 1999, 2000, et 2004 année du Grand Chelem
- 3e de la Coupe du monde en 2002 et 2006 et participation à la Coupe du monde 1998
- Championne de France avec les Pachys d'Herm en 1997, 1998, 2001 et 2003[2].
- Vice-championne de France avec les Pachys d'Herm en 1995, 1999 et 2000
- Vice-championne de France avec l'Ovalie caennaise en 2007
- Chevalier de l'Ordre national du Mérite en 2011[10].